# Tetrataenium yunnanense
Tetrataenium yunnanense är en växtart i släktet Tetrataenium och familjen flockblommiga växter.
Arten är en perenn ört som förekommer i norra Yunnan i Kina. Den beskrevs som Heracleum yunnanense av Adrien René Franchet 1894, och fick sitt nu gällande namn 2017.